# Padmini Rout
Padmini Rout (ପଦ୍ମିନୀ ରାଉତ, * 5. Januar 1994 in Barambagarh, Odisha, Indien) ist eine indische Schachspielerin. Seit 2007 ist sie Internationaler Meister der Frauen (WIM), seit 2010 Großmeister der Frauen (WGM) und seit 2015 Internationaler Meister (IM).
2007 erhielt sie den Biju Patnaik Sports Award und 2009 den Ekalavya Award.

## Karriere
In den Jahren 2005 und 2006 war Padmini indische U13-Mädchen-Meisterin und asiatische U12-Mädchen-Meisterin. 2008 gewann sie in der U14-Mädchen-Klasse der Asienmeisterschaften und Jugendweltmeisterschaften. Im Jahr darauf wurde sie asiatischer U20-Mädchen-Meister. 2010 folgte die indische U19-Mädchen-Meisterschaft und erhielt die Bronzemedaille bei den Asienmeisterschaften und Juniorenweltmeisterschaften.
Bei den Asienmeisterschaften der Frauen 2011 belegte sie den zweiten bis sechsten Platz. Padmini Rout gewann 2014, 2015, 2016 und 2017 die indischen Frauenmeisterschaften. 2015 wurde sie Commonwealth Women's champion. Bei der Schacholympiade 2014  in Tromsø, Norwegen gewann sie eine individuelle Goldmedaille auf dem Reservebrett der indischen Nationalmannschaft. 2018 gewann sie die Asienmeisterschaften der Frauen.
In der deutschen Frauenbundesliga spielt sie seit der Saison 2018/19 für den Hamburger SK, in der chinesischen Mannschaftsmeisterschaft trat sie 2016 für Guangdong an.

## Elo-Entwicklung
| Die zur Anzeige dieser Grafik verwendete Erweiterung wurde dauerhaft deaktiviert. Wir arbeiten aktuell daran, diese und weitere betroffene Grafiken auf ein neues Format umzustellen. (Mehr dazu) |

## Privatleben
Padmini begann im Alter von neun Jahren mit dem Schachspiel, weil ihr Vater ein passionierter Spieler war. Sie besuchte die D. A. V. Public School in Chandrasekharpur und schloss das BJB College in Bhubaneswar in der Fachrichtung Handel ab.
Frühe Erfolge bei Turnieren führten zu ihrer Schachkarriere. Sie übte jeden Tag zwischen sechs und sieben Stunden.